# Grand Central Dispatch
Pour les articles homonymes, voir Grand Central et GCD.
Grand Central Dispatch est une technologie développée par Apple pour optimiser la prise en charge des processeurs multi-cœurs depuis Mac OS X 10.6 et iOS 4.
Cette nouvelle architecture est conçue pour permettre aux développeurs d'utiliser le potentiel des processeurs multi-cœurs. Elle travaille en distribuant efficacement les processus aux différents cœurs.
Le 11 septembre 2009, Apple a ouvert le code de Grand Central Dispatch aux contributeurs externes sous le nom de libdispatch. Depuis, il a été annoncé que FreeBSD 8.1 prendra en charge libdispatch, ce qui laisse à penser que cette technologie pourrait être appliquée à d'autres environnements libres.